# Michael Parléř
Michael Parléř (německy Parler) byl gotický kameník z rodu Parléřů. 

## Život a činnost
Byl synem Jindřicha Parléře staršího (též Heinrich von Gmünd) a bratrem Petra Parléře a Jana Parléře staršího (Johann von Gmünd; nezaměňovat se stejnojmenným synem Petra Parléře Janem). 
O Michaelu Parléřovi není mnoho známo. Do Čech přišel pravděpodobně se svým bratrem Petrem. V roce 1359 je zmiňován v souvislosti se stavbou ve Zlaté Koruně v jižních Čechách. Později pobýval v Praze, kde je doložen až do roku 1383. O jeho dílech kameníka nejsou známy žádné podrobnosti. Mistrovská známka od něj také nebyla předána.
Michael Parléř není totožný se stejnojmenným synovcem Petra Parléře, který je doložen jako předák při výstavbě katedrály Panny Marie ve Štrasburku v roce 1383, ani s mistrem Michalem z ulmské linie, který je zmíněn při stavbě ulmské katedrály Panny Marie.